# 超純水
超純水（Ultrapure water）極為接近高純度的水，即除了氫離子與氢氧根離子，幾乎沒有任何其他電解質存在的水。在製造處理過程後能盡可能將溶在水中或在水中散播的各種雜質除去，包含像是 有機物、細菌、塵埃、氧化物 等任何物質。
根據半導體產業的發展，隨著製程的開發，使得晶圓線路更加細緻，所使用的清洗用水，也需要更加提昇。為了介於以往的純水名稱，故命名為超純水。
电阻率约达到18.2MΩ-cm，幾乎不能導電，依据电子行业超纯水标准，还有很多其他的指标要求。

## 超純水系統
超純水系統是指系統從原水至超純水完整產生之生產系統。那一般超純水系統是經由多重過濾，離子交換，除氣，逆滲透，紫外線，超濾，奈米濾，離子吸附過濾所產生超純水。:p.35

## 應用
超純水主要使用在晶圓洗淨，將經過蝕刻之晶圓進行洗淨，去除晶圓表面殘留氫氟酸等溶液。